# François Duhourcau
François Duhourcau (Bayona, 25 de febrero de 1883-3 de marzo de 1951) fue un escritor e historiador francés del País Vasco. En 1925 ganó el Gran Premio de Novela de la Academia Francesa.

## Biografía
Pasó su infancia en Bigorra y Bearne. Estudió en la Escuela Especial Militar Saint-Cyr. Colaboró en la revista L'Illustration en el momento de la ocupación de los alemanes; En 1942 publicó el artículo Les Petits chevaux landais des Barthes de l’Adour con el pintor León Faureten.
Fue durante un año el vicepresidente de la Sociedad de Combatientes Escritores de Francia.
Maryse Ducazau, su esposa, también es escritora, conocida por el apodo Claude Socorri.

## Libros

### Novela y ensayos
- Juvenilia, 1912
- La Révolte des morts, 1920
- Un homme à la mer, Maurice Barrèse , 1921
- La Rose de Jéricho, 1924
- L'Enfant de la victoire, 1925, Gran Premio de Novela de la Academia Francesa
- La Demi-Morte, 1925
- Grappes de Jurançon et d'Irouléguy, 1927
- La Voix intérieure de Maurice Barrès, d'après ses cahiers, 1929
- Le Roman de Roncevaux, 1932
- Les Trois B : Basquie, Béarn, Bigorre, Francis Jammes, 1937 ; 1994
- Pays basque et Côte d'argent, 1944

### Biografías
- La Mère de Napoléon, Letizia Bonaparte, 1933
- Une sainte de la Légende dorée. Sainte Bernadette de Lourdes, 1933
- Le Saint des temps de misère. François d'Assise, 1936
- Bonaparte peint par lui-même, Charles Augustin Sainte-Beuvere, 1937
- Jeanne d'Arc, ou le Miracle français, 1939
- Henri IV, libérateur et restaurateur de la France, 1941
- Jésus-Christ, 1946

## En el País Vasco
Como se aprecia en los títulos de algunos de sus libros, Duhourcau realizó algún que otro trabajo por el País Vasco. También le dedicó distintos textos, por ejemplo el 9 de septiembre de 1936, con los títulos en revista La Gazette de Bayonne, du Pays basque et des Landes y La tragédie basque, los cuales, fueron escritos por las consecuencias que causó la Guerra Civil en España. Su opinión se basaba en que los católicos tenían que apoyar el alzamiento de Franco porque pensaba que los que apoyaban la República eran la unión de los católicos y los curas.
Pays Basque de Pierre Lotire : recueil d'impressions sur l'Euskalleria (Paris, Calmann-Lévy, 1930) fue el selector de los escritos que completaron la colección y escribió la presentación de la publicación.